# Comitê de 1922
O Comitê de 1922, formalmente conhecido como o Comitê de Membros Privados Conservadores, é o grupo parlamentar do Partido Conservador na Câmara dos Comuns britânica. O comitê, composto por todos os parlamentares backbencher conservadores, reúne-se semanalmente enquanto o parlamento está em sessão e fornece um meio para os parlamentares coordenarem e discutirem seus pontos de viste independentemente dos frontbenchers. Seus membros executivos e diretores são, por consenso, limitados aos deputados do backbench, embora desde 2010 os parlamentares conservadores do frontbench tenham um convite aberto para participar de reuniões. O comitê também pode desempenhar um papel importante na escolha do líder do partido. O grupo foi formado em 1923 mas tornou-se importante depois de 1940. Geralmente está intimamente relacionado com a liderança e sob o controle de chicotadas partidárias.